# Escut de Cistella
L'escut oficial de Cistella té el següent blasonament:
Escut caironat: d'atzur, una cistella d'or. Per timbre una corona mural de poble.

## Història
Va ser aprovat el 25 de febrer de 1997 i publicat al DOGC el 27 de març del mateix any amb el número 2360.
La cistella és un element parlant tradicional, al·lusiu al nom del poble.